# Монтемарконе Алто (Потенца)
Монтемарконе Алто (итал. Montemarcone Alto) је насеље у Италији у округу Потенца, региону Базиликата.
Према процени из 2011. у насељу је живело 46 становника. Насеље се налази на надморској висини од 914 м.